# Río Arapey (ROU 14)
El Río Arapey (ROU 14) es un patrullero de la clase Protector de la Armada Nacional (Uruguay). Previamente sirvió en la Guardia Costera de Estados Unidos como USCGC Albacore (WPB-87309).

## Construcción e historia de servicio
Fue construida a principios de los años 2000 por Bollinger Shipyards para la US Coast Guard. Fue bautizada USCGC Albacore (WPB-87309). En 2021 fue transferido en concepto de donación a la marina de guerra de Uruguay junto al USCGC Cochito y USCGC Gannet. Las tres naves recibieron el bandera uruguaya en una ceremonia en la USCG Station Curtis Bay de Baltimore, Maryland.